# Agencia de Alcohol, Tabaco, Armas de Fuego y Explosivos
El Departamento de Alcohol, Tabaco, Armas de Fuego y Explosivos (o la Oficina de Alcohol, Tabaco, Armas de Fuego y Explosivos, del inglés: Bureau of Alcohol, Tobacco, Firearms and Explosives, y abreviado: ATF) es una agencia federal de seguridad de los Estados Unidos, así como una organización dedicada a la regulación de las actividades en las que tiene jurisdicción perteneciente al Departamento de Justicia (DOJ) de los Estados Unidos. Sus competencias incluyen la investigación y prevención de las infracciones federales derivadas del uso ilegal, manufactura y posesión de armas de fuego y explosivos, incendios provocados y atentados con bombas, y tráfico ilegal de alcohol y tabaco. La ATF también regula, a través de licencias, la venta, posesión y transporte de armas de fuego, municiones y explosivos, para su uso comercial en el ámbito interestatal. Muchas de las actividades que realiza la ATF se llevan a cabo de forma coordinada a través de equipos conjuntos con agentes de las fuerzas de seguridad estatales y locales, como por ejemplo el Proyecto Vecindarios Seguros (Project Safe Neighborhoods). El ATF dispone de un laboratorio de investigación en Ammendale, Maryland, especializado en la reconstrucción y análisis de artefactos explosivos.
Contó con algo menos de 5101 funcionarios y un presupuesto de 1274 millones de dólares en 2018.

## Historia
El ATF formaba parte del Departamento del Tesoro de los Estados Unidos, fue creado en 1886 como el Laboratorio de la Renta dependiente de la Oficina de la Renta Interna.
La historia del ATF es paralela a los tiempos de la ley seca y la Oficina de Prohibiciones; integrada esta última como unidad de la Oficina de la Renta Interna en 1920, pasó a ser una agencia independiente dentro del Departamento del Tesoro en 1927, siendo más tarde transferida al Departamento de Justicia en 1930, pasando a ser, durante un corto periodo de tiempo, una división subordinada al FBI en 1933.
Una vez legalizado el alcohol en diciembre de 1933, la unidad fue nuevamente retransferida al Departamento del Tesoro, donde se convirtió en la Alcohol Tax Unit (Unidad de Impuestos sobre el Alcohol) del Bureau of Internal Revenue (Oficina de la Renta Interna).
Un miembro destacado de esta unidad cuando fue retransferida, y que trabajó para la Oficina de Prohibiciones en tiempos de la ley seca fue el agente especial Eliot Ness así como muchos de los agentes en que está basada la película de The Untouchables.
En 1942, las competencias federales en el control de las armas de fuego le fueron asignadas.
A principio de la década de los cincuenta la Oficina de la Renta Interna pasó a denominarse Servicio de Renta Interna (Internal Revenue Service) y se asignó al ATF de manera adicional el control del resguardo sobre el tabaco pasando a denominarse Alcohol and Tobacco Tax Division (División de Impuestos sobre el Alcohol y el Tabaco)
En 1968, con la aprobación del Acta de Control de Armas, la agencia cambió de nuevo su nombre por el División de Alcohol, Tabaco y Armas de Fuego del Servicio de Renta Interna y desde entonces empezó a ser conocido por las iniciales "ATF".
En 1972 el presidente Nixon firmó una orden ejecutiva para crear una Oficina de Alcohol, Tabaco y Armas de Fuego dentro del Departamento del Tesoro. Su primer director fue Rex D. Davis quien supervisó la transición, el cual ya estaba al mando antes de la reorganización de esta desde 1970. Durante su mandato, la agencia pasó a estar en el primer nivel en la lucha contra el terrorismo político y el crimen organizado.

## Situación actual
En 2002, con la creación del Homeland Security, a raíz de los atentados del 11-S, y la promulgación del Homeland Security Act (Acta de Seguridad Nacional), la agencia fue transferida del Departamento del Tesoro al de Justicia pasando a denominarse Oficina de Alcohol, Tabaco, Armas de Fuego y Explosivos. Sin embargo sigue manteniendo la denominación de "ATF". Para el resguardo sobre alcohol y el tabaco se ha creado una nueva unidad, el Alcohol and Tobacco Tax and Trade Bureau, bajo la dependencia del Departamento del Tesoro, a la que le han sido transferidas las competencias.

## Enlaces
- Página oficial de la Oficina de Alcohol, Tabaco, Armas de Fuego y Explosivos (en inglés)

- Datos: Q434371
- Multimedia: Bureau of Alcohol, Tobacco, Firearms and Explosives / Q434371